# Hypseocharis bilobata
Hypseocharis bilobata är en näveväxtart som beskrevs av Ellsworth Paine Killip. Hypseocharis bilobata ingår i släktet Hypseocharis och familjen näveväxter. Inga underarter finns listade i Catalogue of Life.